# Rinorea oblongifolia
Rinorea oblongifolia är en violväxtart som först beskrevs av Charles Henry Wright, och fick sitt nu gällande namn av Marquand. Rinorea oblongifolia ingår i släktet Rinorea och familjen violväxter. Inga underarter finns listade i Catalogue of Life.